# Trachurus novaezelandiae
Trachurus novaezelandiae är en fiskart som beskrevs av Richardson, 1843. Trachurus novaezelandiae ingår i släktet Trachurus och familjen taggmakrillfiskar. Inga underarter finns listade i Catalogue of Life.